# 蚤の歌 (ムソルグスキー)
「蚤の歌」（のみのうた、Песня о блохе）は、モデスト・ムソルグスキーが1879年に作曲した歌曲。正式な題名は「アウエルバッハの酒場でのメフィストフェレスの歌」（Песня Мефистофеля в погребке Ауербаха）。元来はアルト歌手を想定して作曲されたが、現在ではもっぱらバス歌手によって歌われる。
なお、ベートーヴェン（歌曲集『6つの歌』OP.75の第3曲）やベルリオーズ（独唱・合唱・管弦楽のための作品『ファウストの劫罰』の第2部のバリトン独唱）、リヒャルト・ワーグナー（『ファウストによる7つの歌曲』Op.5の第4曲）、ブゾーニ（『2つのゲーテの詩』OP.49の第2曲『メフィストフェレスの歌』"Lied des Mephistopheles"）にも同じ題材への付曲がある。そのうちベートーヴェンの曲にはイーゴリ・ストラヴィンスキー、ドミートリイ・ショスタコーヴィチによる管弦楽編曲版が存在する。

## 作曲の経緯等
ムソルグスキーは、1879年8月から11月にかけて、アルト歌手ダリヤ・ミハイロヴナ・レオノワ （ru:Леонова, Дарья Михайловна, 1829年 - 1896年）の伴奏者として、南ロシアへ演奏旅行を行ったが、この曲は、レオノワの歌唱に刺激を受け、演奏旅行中もしくはサンクトペテルブルクに戻ってまもなく作曲された。レオノワに献呈されたが、初演の正確な日時は不明。1880年4月、5月の演奏会でレオノワ独唱、作曲者ピアノ伴奏で演奏されたことが記録に残っている。
詞は、ゲーテの『ファウスト』をアレクサンドル・ストルゴフシチコフ（1808年 - 1878年）がロシア語訳したものが使われている。ただし、曲の随所に挿入された「ハハハ、ヘヘヘ」というメフィストフェレスの笑い声はムソルグスキーの発案によるものである。訳詞のロシア語イントネーションを旋律に密接に関連させるなど、完成度の高い作品に仕上がっている。
出版は作曲者の死後、リムスキー＝コルサコフの校訂により、1883年ベッセル社から行われた。同社からはストラヴィンスキーのオーケストレーションによる管弦楽伴奏版も1914年に、ベートーヴェン版の編曲と共に出版されている。

## 歌詞大意
ある時一人の王様が住んでたとさ、蚤も一緒に住んでたとさ、蚤、蚤!

王様は兄弟よりも蚤が可愛かった、蚤、ハハハ! 蚤? ハハハ! 蚤!

仕立屋を呼びつけ「よく聞け、間抜けめ!

大事な友人のためにビロードのカフタンを作れ!」

蚤にカフタン? ヘヘヘ! 蚤に? ヘヘヘ、カフタン? ハハハ! 蚤にカフタン!

蚤は黄金とビロードの着物を着て、宮中で全く自由に振舞った

ハハ! ハハハ! 蚤? ハハハ! ハハハ! 蚤!

王様は蚤を大臣にし、勲章までくれてやった

仲間の蚤もみんな召し抱えられた! ハハ!

御妃も女官も蚤に手が出せず生きた心地もない　ハハ!

蚤に触れることもできず、潰すことなどとんでもない!

でも俺たちだったらすぐに潰してやる! ハハハハハ! ハハハハハ!